# Arcfelismerés
Az arcfelismerésben a vizuális információ-feldolgozó rendszerek egyike, a mi-rendszer játszik szerepet. Noha a tárgyak felismerését is ez a rendszer vezérli, az arc- és tárgyfelismerés mégsem azonos folyamat. Az arcfelismerési képesség azért is fontos, mert többnyire arcuk alapján azonosítjuk az embereket.

## Bruce és Young arcfelismerési modellje
Bruce és Young modellje (1986) az egyik legkiforrottabb arcfelismerési modell. Nyolc összetevőből áll, melyek mindegyike az arcról leolvasható egy-egy információnak felel meg. Egy arc felismerésében nem mindegyik összetevő vesz részt, az ismerős és ismeretlen arcok feldolgozásában más-más komponensek hangsúlyosak.

### Arcfelismerési modell összetevői
- Strukturális kódolás: ez az összetevő olyan reprezentációkat, azaz leírásokat hoz létre, melyek megfeleltethetők David Marr 1982-es komputációs elméletében megfogalmazott reprezentációknak
- Arckifejezés-elemzés: az arckifejezés jól tükrözi az egyén érzelmi állapotát
- Szájmozgás-elemzés: a szájmozgás követése segítheti a beszéd észlelését
- Irányított vizuális feldolgozás: specifikus arckifejezésre jellemző információ feldolgozása – például, ha azt akarjuk eldönteni, hogy a tudósok többsége szemüveges-e
- Arcfelismerési egységek: az egyén számára ismert arcokról nyújtanak strukturális információt
- Személyazonossági csomópontok: a megfigyelt személyről ad információt, például a barátairól vagy a foglalkozásáról
- Névgenerálás: a személy nevét jelenti
- Kognitív rendszer: szerepe van abban, hogy mely összetevő vesz részt az arcfelismerésben, továbbá olyan előzetes tudásunkat tükrözi, mint például a színésznők szépek

A modell meggyőzőbben magyarázza az ismerős arcok felismerésének folyamatát, melyben az összetevők közül a strukturális kódolás, arcfelismerési egységek, személyazonossági csomópontok, valamint a névgenerálás vesz részt. A modell hiányossága, hogy a kognitív rendszer összetevőt nem fejti ki részletesen.

## Arcfelismerés rendellenessége
A prozopagnózia az arcfelismerési képesség hiányát jelenti. Az alsó temporális lebeny (Brodmann 20, 21) sérülésekor tapasztalható. A betegek nem ismerik fel ismerőseik arcát, olykor még a saját arcukat sem. Ennek ellenére ismerős tárgyakat képesek azonosítani, ami azt mutatja, hogy az arc- és tárgyfelismerés bár hasonló, de nem teljesen azonos folyamat.